# Kościół św. Małgorzaty w Płużnicy
Kościół Świętej Małgorzaty – rzymskokatolicki kościół parafialny należący do parafii pod tym samym wezwaniem (dekanat Wąbrzeźno diecezji toruńskiej).
Jest to świątynia wzniesiona na początku XIV wieku jako orientowana, bezwieżowa, kamienna budowla, tylko szczyt i portale zbudowane zostały z cegły. Od strony południowej do nawy przylega dawna kruchta, pełniąca obecnie funkcję kaplicy, z kolei do prezbiterium, od tej samej strony, jest dostawiona zakrystia. Do nawy od strony zachodniej została dobudowana w 1896 roku drewniana wieża, którą rozebrano w 1951 roku. Nowa, obecna wieża murowana z cegły na planie kwadratu została zbudowana w latach 1972–1977. Nakryta jest dachem hełmowym, podbitym miedzianą blachą, całość reprezentuje styl neobarokowy. W kruchcie pod wieżą znajduje się ostrołukowy portal, który wcześniej był bezpośrednim wejściem do świątyni.
Wnętrze kościoła było pierwotnie gotyckie, ale w XVIII wieku zostało przebudowane na barokowe. Nawa nakryta jest stropem ozdobionym polichromią w stylu późnobarokowym, wykonaną w 2. połowie XVIII wieku, prezbiterium nakryte jest pozornym sklepieniem kolebkowym. Wystrój reprezentuje style: późnobarokowy i rokokowy i powstał w XVIII wieku, np. ołtarze główny i boczne, ambona, chrzcielnica, grupa Ukrzyżowania umieszczona na belce tęczowej i polichromia znajdująca się na stropie. Najstarszymi zabytkami są gotycka kropielnica i krucyfiks wykonane na przełomie XIII i XIV wieku.